# Oncidium excavatum
Oncidium excavatum  es una especie de orquídea epifita. Es nativa de Centroamérica hasta el Perú.

## Descripción
Es una orquídea de gran tamaño, que prefiere el clima fresco al frío, es epífita, con numerosos pseudobulbos, agrupados, ovoides u oblongo ovoides, ligeramente comprimidos y envueltos basalmente por unas pocas vaina. Tiene  1 o 2 hojas apicales, lineares a estrechamente oblongas, atenuadas hacia el ápice, a continuación subpeciolada. Florece en primavera y principios del verano en una inflorescencia robusta, axilar de 60 a 150 cm de largo, erecta o arqueada, con una panoja con 8 a 12 flores. 

## Distribución y hábitat
Se encuentra en los taludes empinados de Ecuador y Perú en los bosques húmedos montanos en elevaciones de 2400 a 2800 metros. 

## Sinonimia
- Oncidium rupestre Lindl. (1845)
- Oncidium aurosum Rchb.f. & Warsz. (1854)
- Oncidium excavatum var. aurosum (Rchb.f. & Warsz.) Lindl. (1855)
- Oncidium rupestre var. skinneri (Lindl.) Lindl. (1855)
- Oncidium skinneri Lindl. (1855)
- Oncidium excavatum var. dawsonii B.S. Williams (1885)
- Oncidium boissieri Kraenzl. (1922)
- Vitekorchis excavata (Lindl.) Romowicz & Szlach., Polish Bot. J. 51: 46 (2006).[1]